# Saint-Agnan-le-Malherbe
Saint-Agnan-le-Malherbe é uma ex-comuna francesa na região administrativa da Normandia, no departamento de Calvados. Estendeu-se por uma área de 6 km². Em 2010 a comuna tinha 119 habitantes (densidade: 19,8 hab./km²).
Em 1 de janeiro de 2016 foi fundida com a comuna de Banneville-sur-Ajon para a criação da nova comuna de Malherbe-sur-Ajon.